# Улица Луначарского (Самара)
Улица Лунача́рского — улица в Октябрьском районе городского округа Самары. Начинается от улицы Ново-Садовой, пересекая Автобусный проезд, улицу Мичурина, улицу Гая и упирается в Московское шоссе. Имеет относительную протяжённость 1,6 км.

## История
Ориентировочная дата появления на карте начало 1930-х годов. 17 октября 1934 года улица была названа в честь советского государственного деятеля Анатолия Васильевича Луначарского. Ранее была просто переулком в Рабочем посёлке около Фабрики-кухни.
Один из первых маршрутов самарского трамвая проходил в районе этой улицы в 1915 году.
Основная застройка жилыми домами пришлась на 1953 год. Самым старым зданием является Поволжский государственный колледж 1938 года постройки. Самый старый жилой дом — 1941 года постройки.
Благоустройством улицы Луначарского занимался Завод имени Масленникова и в 1960 году был открыт сквер «Борцам Революции».
В 2014 году началась реконструкция улицы и длилась почти 4 года. Движение по улице было открыто в 2018 году, но освещение по ней было включено только спустя год.

## Транспорт
Несмотря на то, что улица Луначарского была отремонтирована и движение было открыто по ней ещё в 2018 году, также были установлены остановки для общественного транспорта, но транспорт так и не пустили по ней. Добраться до улицы Луначарского можно, добравшись до остановок:
- Остановка «станция метро Московская» по Московскому шоссе:
  - Автобус: 1, 37, 67;
  - Троллейбус: 12, 17, 20;
  - Маршрутное такси: 46, 84, 126с, 126ю, 410а.
- Остановка «станция метро Московская» по улице Гагарина:
  - Автобус: 24, 34, 41.
- Остановка «Самарский филиал Третьяковской галереи» по улице Ново-Садовой:
  - Автобус: 2. 23, 47, 50, 61;
  - Маршрутное такси: 88, 261, 347, 397;
  - Трамвай: 4, 5, 18, 20, 20к, 22.

Рядом с улицей Луначарского две станции метро:
- станция Российская;
- станция Московская.

## Здания и сооружения
- сквер Борцов Революции
- стадион «Волга» (между ул. Луначарского и проспектом Масленникова)
- № 12, 14а — Поволжский государственный колледж
- № 16 — Комплексный центр социального обслуживания населения Самарского округа
- № 56 — Самарские коммунальные системы
- № 62а — Государственный региональный центр стандартизации, метрологии и испытаний в Самарской области

В 2023 году в районе ул. Луначарского и Московского шоссе, где ранее был цех озеленения ГПЗ-4 и участок Линдовской железной дороги, началось строительство высотного жилого здания, которое, по заявлению застройщика, будет самым высоким в Самарской области.